# Nazca (Peru)
Nazca (či Nasca) je město v jihozápadním Peru. Je hlavním městem stejnojmenné provincie v regionu Ica. V roce 2005 mělo město 27 000 obyvatel.

## Geografie
Nachází se ve vzdálenosti 439 km jižně od Limy mezi řekami Aja a Tambo Quemado, které západně od města vytvářejí řeku Nazca.

## Historie
Existují dvě verze o založení města Španěly. Podle první ho založil 28. října 1548 Pedro de la Gasca. Podle druhé vzniklo až v roce 1591 a založil ho García Hurtado de Mendoza.